# Jiří Zemánek (politik)
Jiří Zemánek (* 3. ledna 1965 Olomouc) je český politik, v letech 2010 až 2017 poslanec Poslanecké sněmovny PČR, v letech 2008 až 2020 a opět od roku 2024 zastupitel Olomouckého kraje (v letech 2016 až 2020 navíc 1. náměstek hejtmana), od roku 1998 zastupitel města Šternberk (z toho v letech 2001 až 2012 také místostarosta města), bývalý člen ČSSD, později člen hnutí ANO.

## Život a politické působení
Vystudoval obor čeština a dějepis na Filozofické fakultě Univerzity Palackého v Olomouci.
Do Poslanecké sněmovny Parlamentu České republiky byl zvolen ve volbách 2010 v Olomouckém kraji. Ve volbách v roce 2013 svůj mandát obhájil.
Ve volbách do Evropského parlamentu v roce 2014 kandidoval za ČSSD na 12. místě její kandidátky, ale neuspěl. V komunálních volbách v roce 2014 obhájil za ČSSD post zastupitele města Šternberku. V listopadu 2014 se navíc stal radním města. Také v komunálních volbách v roce 2018 díky preferenčním hlasům mandát zastupitele obhájil. Opustil však funkci radního města.
V krajských volbách v roce 2016 byl lídrem ČSSD v Olomouckém kraji a mandát krajského zastupitele obhájil. Dne 8. listopadu 2016 byl zvolen 1. náměstkem hejtmana, na starosti má finance a investice. Ve volbách do Poslanecké sněmovny PČR v roce 2017 obhajoval svůj poslanecký mandát za ČSSD v Olomouckém kraji, ale neuspěl.
V krajských volbách v roce 2020 byl lídrem kandidátky ČSSD v Olomouckém kraji, ale neuspěl. Strana se do zastupitelstva vůbec nedostala. Skončil tak i v pozici náměstka hejtmana.
Na jaře 2022 vystoupil z ČSSD. V komunálních volbách v roce 2022 byl zvolen zastupitelem města Šternberk, když kandidoval jako nezávislý na kandidátce subjektu „ANO pro Šternberk“ (tj. hnutí ANO a nezávislí kandidáti). V krajských volbách v září 2024 byl zvolen zastupitelem Olomouckého kraje, a to už jako člen hnutí ANO.
Ve sněmovních volbách v roce 2025 kandiduje na 21. místě kandidátní listiny hnutí ANO v Olomouckém kraji.